# 23-й окремий мотопіхотний батальйон «Хортиця»
23-й окремий мотопіхотний батальйон «Хортиця» (23 ОМПБ, в/ч А2988, пп В0131) — формування Сухопутних військ Збройних сил України. Створений у 2014 році як 23-й батальйон територіальної оборони «Хортиця», з мешканців Запоріжжя та області.

## Історія

### Російсько-українська війна
18 березня 2014 року, після військового вторгнення Росії до Криму та його анексії, в Україні почалася часткова мобілізація.
13 квітня 2014 року розпочалися бойові дії війни на сході, після захоплення Слов'янська Донецької області російськими диверсійними загонами під командуванням Ігоря Гіркіна. 30 квітня 2014 року в.о. Президента України Олександр Турчинов доручив керівникам обласних адміністрацій почати створення батальйонів територіальної оборони в кожній області України. Функції створення батальйонів поклали на органи влади та військові комісаріати в регіонах кожної з областей України.

### Створення
Формування батальйону офіційно завершилося 23 квітня 2014 року. За чисельністю формування відповідає мотопіхотному батальйону й має у своєму складі 1-у механізовану роту, 2-і мотопіхотні роти та підрозділи забезпечення. Станом на початок травня 2014-го року, переважну частину особового складу батальйону складали особи, котрі вже відслужили строкову службу.

### Діяльність
З 31 травня 2014 року батальйон був переданий у підпорядкування командуванню АТО і з 1 червня діяв на території Маріупольського району Донецької області.
Слідом за цим, був обстріляний блокпост № 11 в районі Павлівки — по намету з особовим складом була випущена протитанкова ракета, важкі поранення отримав один солдат батальйону.
Станом на 10 вересня 2014 року, батальйон перебував в «Секторі М» в районі Маріуполя.
Після того, як 8 вересня 2014 року в Запоріжжі матері та родичі солдат батальйону провели мітинг з вимогою провести ротацію особового складу, а потім перекрили шосе E105 «Москва -Сімферополь», заступник обласного військового комісара М. А. Логвінов повідомив, що 12 поранених військовослужбовців батальйону вже відправлені на лікування в Дніпропетровськ, а 22 вересня батальйон буде виведений із зони бойових дій.
28 вересня 2014 року батальйон був виведений із зони бойових дій в Запорізьку область. Як повідомив командир батальйону, прийнято рішення, що через три з половиною тижні батальйон повернеться в зону проведення АТО.
В жовтні 2014 року з особовим складом батальйону почали працювати психологи, метою роботи названо „допомога в соціальній реабілітації, подолання наслідків психологічних травм і забезпечення стійкої готовності військовослужбовців до рішучих дій і захисту вітчизни“
2017 року 23-й ОМПБ „Хортиця“ виконував бойові завдання в районі міста Авдіївка, зокрема на передових позиціях у промзоні. На початку травня бійці батальйону повернулися у місце постійної дислокації в Маріуполь.
З 2018 року військова частина А2988 в складі 56 окремої мотопіхотної Маріупольської бригади виконувала бойові завдання в районі населених пунктів Піски, Опитне, Водяне Донецької області.
З початком повномасштабного вторгнення російської федерації 24 лютого 2022 року особовий склад батальйону постійно перебував на лінії зіткнення в районі населених пунктів Піски, Водяне, Опитне, Первомайське. Після 13 місяців виконання бойових завдань виведений на відновлення та злагодження.
З січня 2023 року 23-й ОМПБ „Хортиця“ виконує завдання по відбиттю збройної агресії російської федерації на Гуляйпільському напрямку Запорізької області.
З лютого 2023 року по теперішній час особовий склад військової частини А2988 виконує свій військовий обов'язок в районі міста Бахмут.

## Вшанування
4 червня 2018 року депутати Запорізької міськради перейменували вулицю Авангардну, що в Олександрівському районі Запоріжжя. Відтепер вулиця носитиме назву Героїв 23-го батальйону.

## Командування
- (2014—2015) — полковник Лорман Борис
- (2015—2016) — полковник Могілевець Юрій
- (2016—2016) — полковник Кулька Руслан
- (2016—2017) — підполковник Герасименко Дмитро
- (2017—2022) — підполковник Гончаров Євген
- (2022—2024) — підполковник Назаров Олександр.
- (2024 р.— поточний час) — підполковник

## Символіка
На нарукавному знаку батальйону старого зразка відтворено поясне зображення запорозького козака з двома шаблями.

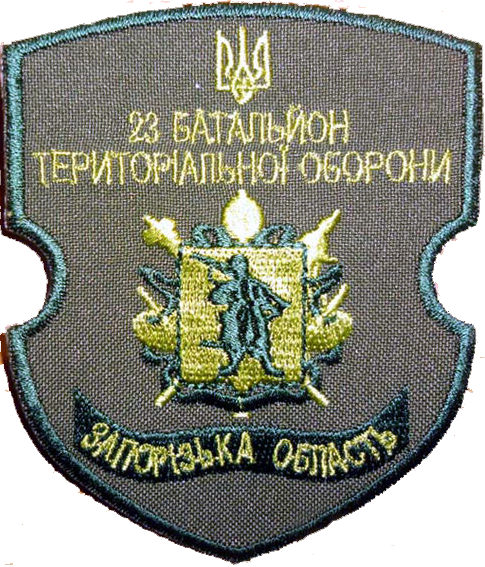
Шеврон 23-го батальйону територіальної оборони «Хортиця»
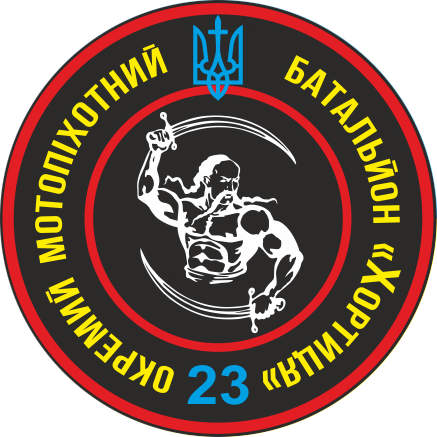
Шеврон 23-го окремого мотопіхотного батальйону «Хортиця»

## Втрати
- 31 серпня 2014 року, під час вивантаження, здетонував БК (за офіційною версією в результаті влучання з міномета диверсантом супротивника), внаслідок чого загинув вояк батальйону Євген Іванов[7].
- 5 вересня 2014 року в районі села Широкине Новоазовського району Донецької області в результаті мінометного обстрілу загинули 3 і було поранено ще 10 військовослужбовців батальйону[8], серед полеглих - старший солдат Володимир Попов, солдат Юрій Демидов.
- 20 вересня 2014 року в районі Маріуполя близьким вибухом артилерійського снаряда був убитий ще один військовослужбовець батальйону — старший солдат Євген Москаленко.
- 8 грудня 2014-го під Маріуполем загинув солдат батальйону «Хортиця» Андрій Андрєєв.
- 9 березня 2015 року на військовому полігоні під Запоріжжям загинув старший сержант 23-го батальйону Яюс Руслан Степанович.
- 12 лютого 2016 року в шпиталі помер солдат Гришко Юрій Васильович.
- 6 червня 2016 року загинув під час виконання бойового завдання поблизу сіл Павлопіль — Пищевик (Волноваський район) — підірвався на вибуховому пристрої з «розтяжкою» солдат Петро Танасійчук.
- 18 червня 2016 року загинув внаслідок артилерійського та мінометного обстрілу терористами поблизу Талаківки та села Водяне солдат Ігор Гребінець.
- 3 листопада 2016 року помер від поранень солдат Сівець Роман Павлович.
- 21 січня 2017 року в ДТП загинув старший сержант Мінченко Олександр Степанович.
- 17 лютого 2017 року після операції помер капітан Пухно Дмитро Сергійович.
- 29 квітня 2017 року дістав кульове наскрізне проникаюче поранення під Авдіївкою сержант Кучерков Микола Миколайович.
- 2 травня 2017 року загинув від мінно-вибухової травми внаслідок мінометного обстрілу позиції сержант Богданов Сергій Вікторович.
- 10 лютого 2020 р. під час несення служби в районі с. Піски загинув Шкарбун Роман Миколайович.